# برونو فرانك
برونو فرانك (بالألمانية: Bruno Frank)‏ (و. 1887 – 1945 م) هو كاتب سيناريو، وشاعر، ودرامي ‏، وكاتب مسرحي، وشاعر قانوني ‏ ألماني، ولد في شتوتغارت، توفي في بيفرلي هيلز كاليفورنيا، عن عمر يناهز 58 عاماً.

## التعليم
تعلم في جامعة فرايبورغ (أبريل 1909–أبريل 1911)، وجامعة لايبتزغ (أكتوبر 1908–أبريل 1909)، وجامعة هايدلبرغ (أكتوبر 1907–أكتوبر 1908)، وجامعة ستراسبورغ (أكتوبر 1906–أكتوبر 1907)، وجامعة لودفيغ ماكسيميليان في ميونخ (أبريل 1906–أكتوبر 1906)، وجامعة توبنغن (أكتوبر 1905–أبريل 1906)، وEberhard-Ludwigs-Gymnasium ‏ (أبريل 1904–يونيو 1905)، وKarls-Gymnasium Stuttgart ‏ (حتى 1902).

## وصلات خارجية
- برونو فرانك على موقع IMDb (الإنجليزية)
- برونو فرانك على موقع مونزينجر (الألمانية)
- برونو فرانك على موقع أول موفي (الإنجليزية)
- برونو فرانك على موقع قاعدة بيانات برودواي على الإنترنت (الإنجليزية)
- برونو فرانك على موقع قاعدة بيانات الأفلام السويدية (السويدية)
- برونو فرانك على موقع قاعدة بيانات الأفلام السويدية (السويدية)
- برونو فرانك على موقع إن إن دي بي (الإنجليزية)
- برونو فرانك على موقع قاعدة بيانات الفيلم (الإنجليزية)